# The Chronicle of the Black Sword
| 전문가 평가                       | 전문가 평가 |
| 평가 점수                         | 평가 점수   |
| 출처                              | 점수        |
| --------------------------------- | ----------- |
| Allmusic                          | [ 1 ]       |
| The Encyclopedia of Popular Music | [ 2 ]       |

《The Chronicle of the Black Sword》는 1985년 11월 11일에 발매된 영국의 스페이스 록 밴드 호크윈드의 열네 번째 스튜디오 음반이다. 영국 음반 차트에서 65위로 정점을 찍은 후 2주를 보냈다. 그 음반은 그 밴드의 오랜 동료였던 SF 소설가 마이클 무어콕의 소설 속 반복되는 등장인물인 멜니보네의 엘릭의 모험을 기반으로 하며, 그는 그 음반의 한 트랙에 가사를 기고한다.

## 배경
2년간의 끊임없는 라인업 변화 후, 기타리스트 데이브 브록(밴드 결성 이후 유일하게 남아있는 멤버)은 그 자신, 기타리스트 휴 로이드랭턴, 키보디스트 하비 베인브리지, 베이시스트 앨런 데이비, 드러머 대니 톰슨(펜탱글의 베이시스트 대니 톰슨의 아들)으로 구성된 라인업에 정착했다.
비록 이 음반이 엘릭에게서 많은 영감을 받았지만, 〈Needle Gun〉은 무어콕의 허구적 등장인물 중 또 다른 인물인 제리 코넬리우스를 언급한 것이다. 음반의 제목과 함께, 이 트랙의 포함은 멜니보네의 엘릭과 제리 코넬리우스가 모두 이터널 챔피언의 화신이고, 바늘 건은 검은 검이 코넬리우스에게 나타나는 형태인 무어콕이 만든 더 넓은 멀티버스를 나타낸다. 〈Needle Gun〉의 가사는 로저 네빌 닐이 대필했다.
겉표지는 존 콜하트가 디자인했고 속표지는 밥 워커가 디자인했다. 이 음반은 원래 스톰브링거(Stormbringer) 검의 이름을 따서 제목을 지으려고 했지만 딥 퍼플은 물론 존과 비벌리 마틴도 사용했기 때문에 변경되었다.

## 곡 목록
| #  | 제목                    | 작사·작곡               | 재생 시간 |
| -- | ----------------------- | ----------------------- | --------- |
| 1. | 〈Song of the Swords〉  | 데이브 브록             | 3:25      |
| 2. | 〈Shade Gate〉          | 하비 베인브리지         | 3:01      |
| 3. | 〈The Sea King〉        | 휴 로이드랭턴           | 3:23      |
| 4. | 〈The Pulsing Cavern〉  | 베인브리지, 앨런 데이비 | 2:33      |
| 5. | 〈Elric the Enchanter〉 | 데이비                  | 4:51      |

| #   | 제목                          | 작사·작곡           | 재생 시간 |
| --- | ----------------------------- | ------------------- | --------- |
| 6.  | 〈Needle Gun〉                | 브록                | 4:13      |
| 7.  | 〈Zarozinia〉                 | 브록, 크리스 테이트 | 3:21      |
| 8.  | 〈The Demise〉                | 베인브리지, 브록    | 1:02      |
| 9.  | 〈Sleep of a Thousand Tears〉 | 브록, 마이클 무어콕 | 4:09      |
| 10. | 〈Chaos Army〉                | 베인브리지, 브록    | 0:53      |
| 11. | 〈Horn of Destiny〉           | 브록                | 6:21      |